# Epifanio Latino
Epifanio Latino fue obispo de Sevilla en el siglo V o VI. Es reconocido por ser el autor de Interpetatio evangeliorum.

## Vida
No hay datos sobre su lugar de nacimiento ni sobre su vida solo que se le atribuye una obra muy importante para la patrología llamada Interpetatio evangeliorum se cree que era de origen latino y fue obispo, Diferenciándolo de Epifanio de Salamina Epifanio de Salamina, este también fue consagrada aproximadamente a finales del siglo V o principios del siglo VI, pero se duda de su legitimidad.

## Escritos
La obra anteriormente mencionada consta con 62 capítulos, los cuales van en sintonía con los evangelios sinópticos, algunos de los primero capítulos narran el nacimiento de Cristo, su infancia y la persecución de Herodes, el nacimiento de Juan.
Continuando con la obra, habla de las tentaciones de Jesús la vocación de Pedro y Andrés. para finalizar el escrito. Epifanio utiliza 42 capítulos para poder expresar los milagros de Jesús, comentando sus parábolas.
En cuanto al lenguaje, es sencillo pues el autor cuida de una comunidad cristiana, la cual no tiene problemas con el paganismo o de herejías.
Dirige exhortaciones morales sin pretensiones doctrinales o teológicas, de manera simple, es un latín muy repetitivo, las citas no son de la Vulgata, esto hace que conozcamos la antigüedad de este, no hay contenido en relación con fiestas celebradas o de Liturgia.
En la mitad de la obra expone claramente su intención de pastor celoso: con la gracia de Cristo y con todas sus fuerzas quiere exhortar, amonestar y pedir a todos que cumplan toda obra buena y que se pongan al servicio de Dios para vivir en santidad.

## Pastoral
También es punto a tratar la cual invita a que los pasajes evangélicos se reflexiones en clave edificante, y en relación con la pobreza de espíritu, la limosna y la paz, a imagen de Jesucristo, lo cual, los textos tienen gran contenido.